# Dans le silence, je sens rouler la terre
Dans le silence, je sens rouler la terre es una película del año 2010.

## Sinopsis
En 1939, el fin de la guerra civil española obligó a miles de hombres, mujeres y niños a huir de la España franquista. La administración francesa en Argelia abrió campos para acogerlos. Setenta años después, un joven argelino investiga lo que ocurrió. A pesar de la falta de archivos, los rastros de estos campos han sobrevivido al olvido colectivo y siguen apareciendo en la Argelia actual.